# Sodokselet
Sodokselet är en sjö i Piteå kommun i Norrbotten och ingår i Åbyälvens huvudavrinningsområde. Sjön har en area på 0,386 kvadratkilometer och ligger 338,3 meter över havet. Sodokselet ligger i Åbyälven Natura 2000-område. Sjön avvattnas av vattendraget Åbyälven.

## Delavrinningsområde
Sodokselet ingår i det delavrinningsområde (727505-170027) som SMHI kallar för Utloppet av Sodokselet. Medelhöjden är 373 meter över havet och ytan är 3,54 kvadratkilometer. Räknas de 39 avrinningsområdena uppströms in blir den ackumulerade arean 538,12 kvadratkilometer. Avrinningsområdets utflöde Åbyälven mynnar i havet. Avrinningsområdet består mestadels av skog (60 procent). Avrinningsområdet har 0,39 kvadratkilometer vattenytor vilket ger det en sjöprocent på 11 procent.